# سیارک ۱۹۱۵۸۲
سیارک ۱۹۱۵۸۲ (به انگلیسی: 191582 Kikadolfi، نامگذاری:2003YK69) صد و نود و یک هزار و پانصد و هشتاد و دومین سیارک کشف شده‌است که در ۲۰ دسامبر ۲۰۰۳ کشف شد.